# Club de la Unión (Perú)
El Club de la Unión es una asociación civil peruana ubicada en la plaza Mayor de Lima dentro del centro histórico de la ciudad de Lima. Fundado el 10 de octubre de 1868, el club ha aglutinado, a lo largo del tiempo, un nivel calificado de clase alta limeña.

## Historia

### Primeros años
El 10 de octubre de 1868, un grupo de 60 personas, algunos de los cuales pertenecían al Club Nacional, se reunieron en un bar del centro histórico de Lima y acordaron constituir un nuevo club de caballeros denominado Club de la Unión. Los nuevos integrantes de dicha institución eligieron a Enrique de Armero Campos como su primer presidente y alquilaron un local ubicado en la plaza de Armas, en la esquina de la calle Bodegones con el Portal de Botoneros, que previamente habían ocupado los marqueses de Casa Concha. Se puede ver la similitud existente entre ambos clubes de élite en el hecho que Enrique de Armero había presidido previamente el Club Nacional entre 1863 y 1866.
Es poco lo que se sabe de la vida de Enrique de Armero, no obstante su distinguido estatus social en Lima. Probablemente fue hijo de un diplomático colombiano que llegó a Lima, se estableció en ella y adquirió tierras. Asimismo, entre otros fundadores del club se encuentran varios peruanos que posteriormente, al estallar la guerra del Pacífico, se convertirían en héroes de la patria, entre ellos el almirante Miguel Grau, el coronel Francisco Bolognesi y Alfonso Ugarte. Además, dos de sus presidentes, el contralmirante Lizardo Montero y Manuel Candamo, llegaron a ejercer la presidencia de la República del Perú en varias oportunidades.
En uno de los salones del primer local del Portal de Botoneros se suicidó en 1894 el reconocido marino y político peruano José Gálvez Moreno, quien había participado en la guerra del Pacífico. Asimismo, esta misma sede del Portal de Botoneros sufrió un saqueo por parte de tropas del general Andrés Avelino Cáceres durante la guerra civil peruana de 1894-1895, perdiéndose muebles, espejos, cuadros, libros y archivos. A partir de este incidente, los socios del Club Nacional mostraron su solidaridad acogiendo brevemente en su local a los socios del Club de la Unión.

### Local propio
El Club de la Unión permaneció durante décadas en dicho local alquilado en el Portal de Botoneros hasta que, por la acertada gestión de su presidente Pedro Pablo Martínez Ledesma, se trasladó a un edificio propio en la plaza de Armas, gracias a una generosa donación del terreno efectuada por el filántropo Víctor Larco Herrera.
Este hecho tuvo dos etapas, pues el terreno donado es el que actualmente ocupa el Palacio Municipal de Lima. Sucede que el presidente de la República Oscar R. Benavides y el alcalde Héctor Boza, se reunieron con el presidente del Club de la Unión, general Pedro Pablo Martínez, y le expusieron su pedido de que el club, que ya había construido tres pisos de su edificio, construyera un nuevo edificio de características similares en un terreno colindante en la esquina de la plaza de Armas y el Jirón Callao. Se acordó que el Estado compensaría al club por la inversión efectuada, con la finalidad de que la Municipalidad de Lima colindara con el Palacio de Gobierno.
Pero luego apareció una circunstancia perturbadora. La señora Anita Fernandini de Naranjo, entonces presidenta del Comité Pro Basílica de Santa Rosa, propuso el proyecto de un pasaje entre la avenida Tacna y la plaza de Armas destinado a que desde la Basílica de Santa Rosa se viera, al frente, a la Catedral de Lima. Esto determinó un recorte en la extensión de la fachada del club, para dar paso al pasaje que ahora existe sólo en una cuadra, hasta el Jirón Camaná, pues la Municipalidad de Lima abandonó el proyecto del pasaje no obstante haber expropiado ya dos docenas de inmuebles intermedios.
El general Martínez, quien se había alejado de la presidencia del club por discrepancias a las que calificó de ingratitudes desleales, recibió el pedido de los más importantes y prestigiados asociados del club de retirar su declinación y culminar la obra que con tanto esfuerzo institucional había realizado. Este retorno del dinámico Presidente permitió la conclusión de las obras de construcción y de equipamiento del Club de la Unión.

### Modernidad
Basta efectuar un recorrido por la “Galería de Presidentes”, ubicada en el tercer piso de club, para recorrer la historia institucional y comprobar que muchos de los expresidentes del club han sido presidentes del Congreso de la República, presidentes del Poder Judicial, ministros de Estado, reconocidos hombres de empresa, embajadores del Perú y dignatarios del Estado.
El incremento de la membresía institucional logrado gracias a los avances físicos logrados y al notorio prestigio público del club, que fue de 1,000 a 13,000 asociados aproximadamente, trajo como consecuencia el incremento del patrimonio institucional nada menos que de $200,000 a $20,000,000.
Correspondió al club, desde el año 2002, colaborar activamente con el entonces Patronato de Lima en sus esfuerzos por la defensa de los valores constitutivos del centro histórico de Lima. Desaparecida dicha entidad cívica, el club fue el gestor y artífice de la conformación y fundación del grupo de apoyo del centro histórico de Lima (PromoLima), institución a la que dio cabida y respaldo, habiendo merecido la distinción de que la presidencia de la misma recayera en un asociado del Club de la Unión.

## Infraestructura
La actual sede institucional del club, denominada como Palacio de la Unión, fue inaugurada en 1942 y está considerado como Patrimonio Monumental de la Nación por el Instituto Nacional de Cultura del Perú y junto con el palacio de Gobierno del Perú, la catedral de Lima, el palacio arzobispal de Lima y el palacio Municipal de Lima conforman el conjunto arquitéctónico de la plaza Mayor de Lima.
En el año 1980 el club comenzó una segunda etapa de expansión de membresía y de éxito económico, lo cual permitió la ejecución de múltiples obras que merecen citarse:
- La remodelación integral de la sede principal para eliminar los locales comerciales exteriores y habilitar el actual elegante lounge “Don Pedro” el que, a pedido del alcalde de Lima fue habilitado para dar atención externa debido a la clausura de los Hoteles Bolívar, Crillón y Maury, entre otros.
- La apertura de una discoteca diseñada al estilo de muy recordado por los limeños, el “Grill Bolívar”,
- La apertura de un amplio auditorio para las reuniones institucionales, denominado “Salón Grau”
- La habilitación de una docena de comedores privados, de salas de trabajo para el uso personal de los asociados.
- La habilitación de servicios higiénicos para damas y caballeros en los seis niveles del edificio institucional, complicada medida técnica derivada de la incorporación de las damas como asociadas del club en 1982.

Otra obra importante fue la adquisición de 300,000 metros frente al Océano Pacífico para la ya concluida construcción y equipamiento de la sede de playa del club denominada “Los Corales” en Santa Rosa, y la adquisición de un edificio colindante con trescientos estacionamientos vehiculares además de un mini estadio con todos sus servicios en el último piso.

## Lista de Presidentes
| Presidente                        | Período   |
| --------------------------------- | --------- |
| Enrique de Armero Campos          | 1868      |
| Bernardo C. Canevaro              | 1869      |
| Manuel Candamo Iriarte            | 1870      |
| Felipe Barreda y Osma             | 1871      |
| César Canevaro y Valega           | 1872      |
| Lizardo Montero Flores            | 1873      |
| Simón Soyer                       | 1874      |
| Carlos María Elías de la Quintana | 1875      |
| Ricardo Ortiz de Zevallos y Tagle | 1876      |
| José Antonio de Lavalle y Pardo   | 1877      |
| Lizardo Montero Flores            | 1878      |
| Manuel María del Valle            | 1879      |
| Domingo Olavegoya Yriarte         | 1880-1881 |
| César Canevaro y Valega           | 1881-1883 |
| Federico Palacios                 | 1883-1884 |
| Domingo Olavegoya Yriarte         | 1884-1885 |
| Ismael Muro                       | 1885      |
| José Albarracin                   | 1885-1886 |
| Lizardo Montero Flores            | 1886-1887 |
| César Canevaro y Valega           | 1888-1892 |
| Federico Palacios                 | 1893-1894 |
| Alfredo Benavides                 | 1894-1896 |
| Domingo Olavegoya Yriarte         | 1896-1898 |
| Alfredo Benavides                 | 1898-1900 |
| Domingo Olavegoya Yriarte         | 1900-1903 |
| Nicanor Álvarez Calderón Roldán   | 1901-1903 |
| Juan Vernal y García              | 1903-1904 |
| César Canevaro y Valega           | 1904-1906 |
| Anselmo Barreto León              | 1907-1908 |
| Ramón Aspíllaga                   | 1909-1910 |
| Pedro Muñiz Sevilla               | 1911-1912 |
| Marcial Letona                    | 1912-1913 |
| Enrique Varela Vidaurre           | 1913-1914 |
| Rafael Grau Cavero                | 1914-1915 |
| Benjamín Puente                   | 1916-1917 |
| César Canevaro y Valega           | 1918-1922 |

| Presidente                      | Período       |
| ------------------------------- | ------------- |
| Manuel Villavicencio Freyre     | 1923-1924     |
| Alberto Salomón Osorio          | 1925-1926     |
| Celestino Manchego Muñoz        | 1927-1930     |
| Lino Cornejo Zegarra            | 1930-1932     |
| Gerardo Balbuena Carrillo       | 1933-1934     |
| Fernando Sarmiento Ramírez      | 1934-1935     |
| Pedro Pablo Martínez Ledesma    | 1936-1939     |
| Alberto Benavides Canseco       | 1940          |
| Carlos A. Calle                 | 1941          |
| Gerardo Balbuena Carrillo       | 1942          |
| Pedro Pablo Martínez Ledesma    | 1943-1950     |
| Alfonso Balaguer                | 1951-1952     |
| Temistocles Rocha               | 1953-1954     |
| Pedro Pablo Martínez Ledesma    | 1955-1957     |
| Gilberto Chirinos Rodríguez     | 1958-1959     |
| Federico W. Castellanos         | 1960          |
| Hernán Monsante Rubio           | 1961          |
| Guillermo Cáceres Gaudet        | 1962-1963     |
| Carlos Carrillo Smith           | 1964-1965     |
| Eloy Burga Tejada               | 1966          |
| Dante Porta Mazzetti            | 1967          |
| Carlos Carrillo Smith           | 1968-1969     |
| Dante Porta Mazzetti            | 1970-1971     |
| José León Barandiarán           | 1972-1973     |
| Jorge Eugenio Castañeda         | 1974-1975     |
| Juan Zea Gonzales               | 1976-1977     |
| Leonidas Ponce Sobrevilla       | 1978-1979     |
| Elías Mendoza Habersperger      | 1980-2002     |
| Rogelio del Rosario Viteri      | 2003-2004     |
| Fidel Enrique Villegas Acosta   | 2005-2012     |
| Luis Antonio Meza Casas         | 2013-2014     |
| Augusto Segundo Delgado Álvarez | 2014-2019     |
| Juan Saucedo Pérez              | 2019-2021     |
| Carlos Rivas Dávila             | 2021-2021     |
| Walter Nelson Vidal La Torre    | 2021-2021     |
| Erica Lilian Sánchez Chacón     | 2021-presente |